# Anséric de Chacenay
Anséric de Chacenay (né vers 1120, † vers 1148) est seigneur de Fays en Champagne. Il est le fils d'Anséric II de Chacenay et de Hombeline (famille d'origine inconnue), et le frère de Jacques Ier, Seigneur de Chacenay.

## Biographie
À la suite de l'appel du pape Eugène III, ancien moine à l'Abbaye de Clairvaux, Bernard de Clairvaux prêche la Deuxième Croisade à Vezelay le 31 mars 1146, où Anséric de Chacenay est probablement présent en compagnie de son frère Jacques Ier de Chacenay. Ils se croisent tous deux en même temps que le Roi de France Louis VII le Jeune, la Reine Aliénor d'Aquitaine ou encore Henri Ier de Champagne, le fils de leur suzerain le Comte de Champagne.
Les croisés champenois partent au printemps 1147 et sont composés notamment d'Henri Ier de Champagne, du Comte de Brienne Gautier II, du comte de Bar-sur-Seine Milon II, de l'évêques de Langres Geoffroy de La Roche-Vanneau... Le rendez-vous de l'armée française est à Metz, d'où les Croisés partent pour la Palestine par l'Allemagne.
Anséric  de Chacenay et son frère combattent avec l'armée des francs dans la Vallée du Méandre, à la Bataille du défilé de Pisidie et sont présents lors de l'échec du Siège de Damas.
Anséric meurt probablement pendant cette Croisade, alors que son frère Jacques est de retour en Champagne fin 1148 ou début 1149.

## Mariage et enfants
Le nom de son épouse est inconnu, et il laisse un enfant connu :
- Jean de Chacenay, qui succède à son père. Il se serait marié avec une certaine Agnès (nom de famille inconnu) vers 1166 et serait mort vers 1183[3].

## Sources
- Marie Henry d'Arbois de Jubainville, Histoire des Ducs et Comtes de Champagne, 1865.
- Lucien Coutant, Notice historique et généalogique de la terre et baronnie de Chacenay (lire en ligne).
- Charles Lalore, Les sires et les barons de Chacenay (lire en ligne).